# DoubleTree by Hilton Hotel Minsk
«DoubleTree by Hilton» — гостиница в Минске, расположенная в центральной части города на проспекте Победителей.
Гостиница построена на месте бывшего общежития Белорусского Государственного Университета и входит в комплекс Galleria Minsk. Построили её в соответствии с инвестиционным договором, подписанным в 2011 году между Мингорисполкомом, компанией Galleria Concept Blr Limited (Кипр) и СООО «Галерея концепт». Проект получился амбициозным и дорогим: общий объём инвестиций составил порядка 150 млн долларов.

## Описание
Первые 6 этажей занимает торгово-развлекательный центр Galleria Minsk, поэтому сама гостиница начинается с 7-го этажа. Общая этажность комплекса — 21.
Интерьер гостиницы выполнен в стиле ар-деко с использованием натуральных материалов (белый мрамор, берёза, кожа, стеклянные панели) и природной цветовой гаммы. 
Стилистически номера гостиницы оформлены одинаково. Существенное их отличия заключаются в наполнении и виде, открывающемся из номера. Все окна в отеле панорамные, однако имеется два варианта обзора: на реку Свислочь или же на жилые комплексы на улице Димитрова.

## Деловые зоны и рестораны
На 7-м этаже расположена деловая зона, вмещающая в себя конференц-зал, площадью в 534 кв.м., который способен принять до 400 гостей. Он состоит из лобби, нескольких больших мобильных залов, которые можно объединить и разъединить перегородками, и трёх небольших залов вместительностью до 50 человек. Здесь проживающие в отеле имеют возможность проводить мероприятия самого различного характера, начиная от банкетов и фуршетов и заканчивая бизнес-конференциями.
В отеле заработают три ресторана: 
- Beans & Leaves — городское кафе (1 этаж);
- Ember — ресторан винной направленности (7 этаж);
- BarDot21 — ресторан класса люкс, кухней которого заведуют два шеф-повара из Германии и Индонезии (21 этаж).